# 훌리안 아라우조
훌리안 비센테 아라우호 수니가 (Julián Vicente Araujo Zúñiga, 2001년 8월 13일 ~ )는 멕시코의 축구 선수이며, 프리미어리그의 AFC 본머스에서 라이트백으로 뛰고 있다.